# 老夫子反斗偵探
《老夫子反斗偵探》是2003年12月20日上映的動畫電影，為根據漫畫版《老夫子》所改編及二次創作。由於故事的時間背景設定為聖誕節，故此本電影的上映時間安排於聖誕節前夕上映。

## 劇情
老夫子、大蕃薯、秦先生三人合辦一間專門尋回失踪寵物的偵探社，三人亦因此養了不同類型的寵物助手協助他們進行不同任務，無奈因尋回失踪寵物的生意較冷門，故此他們的偵探社在經營上顯得困難。秦先生與老夫子有各自的感情寄託，偶爾都跟他們各自的女友約會而扔下仍然單身的大蕃薯看家。而大蕃薯因為自卑而將感情轉移在互聯網世界，經常在老趙經營的老趙網吧流連並利用網路聊天室程式以「白馬王子」的名義泡妞，因而於網絡上認識了1名自稱為Diana的女生。

Vincent為愛心中學的中一生，平常喜愛打網絡遊戲，同樣經常光顧老趙網吧打遊戲，因此平常的課業都比較差勁，而且成為班上同學的欺凌對象。因為父母平時工作的關係早出晚歸，故此Vincent平常放學後亦需協助照顧其妹妹Judy，兄妹感情亦非常好，疼錫妹妹的性格可算是Vincent最大的優點。老夫子的女友陳小姐為Vincent的班主任，由於她有感Vincent在學業上的怠慢，故此拉攏了老夫子一同進行家訪，老夫子在此契機下認識了Vincent兩兄妹。有1次Judy於老趙網吧陪伴其哥哥打遊戲時意外走入了員工房間，遇見了老趙所聘的技術助理，該助理為胖子大叔一名，亦養育了一個外貌及神情跟Judy非常相似的女兒。

愛心中學即將舉辦一場聖誕舞會，老夫子三人都邀請了自己的女伴參與舞會，但大家都沒想到這次的舞會將會成為他們三人及Vincent兄妹倆的1次大冒險。於舞會前夕一名婦人帶著自己的老虎狗來到老趙網吧為老趙於學校門口派傳單導致自己的兒子經常流連網吧一事算帳，但自己的老虎狗於網吧走失了，故此老夫子三人奉召來到網吧進行調查，可惜毫無發現。終於到了舞會當晚，除了老夫子三人、陳小姐、秦先生的女友梁小姐以外，Vincent兩兄妹亦參加了舞會。這舞會亦是大蕃薯與Diana首次於現實中見面的機會，但兩人實際上皆使用了虛假個人頭像，故此實際上外貌跟頭像大相逕庭的Diana發現身穿得像白馬王子的大蕃薯亦跟他的頭像大相逕庭時都故意避開，更甚的是她看見衣著跟大蕃薯相近但顯得更高大英俊的秦先生時突然撲過去並捉住他稱他為「白馬王子」，故此意外氣跑了梁小姐，看見這一幕的大蕃薯亦不相信那個外貌身份完全不同的女生為Diana，故此立即前往老趙網吧打開網路聊天室程式進行調查。Vincent因覺得舞會太沉悶的關係而帶著不情願離開的Judy往老趙網吧打遊戲，Judy在網吧意外地再次進入了員工房間，但這次房間的燈光已全部熄滅，而裡頭的暗門發出詭異的光芒，結果Judy走了進去並意外進入了網絡世界。Vincent在此時發現Judy失蹤了，故此亦走入房間暗門尋找時進入了網絡世界，就連正在使用網路聊天室程式尋找Diana的大蕃薯亦被牽連吸入網絡世界。

基於網絡世界被激活，結果舞會現場亦發生了異變，老夫子及秦先生同時發現大蕃薯及Vincent兩兄妹失蹤了，故此帶同小狗助手多莉往老趙網吧尋找三人，老夫子等人來到大蕃薯使用的電腦面前發現有異常光芒，隨即同樣被吸入網絡世界，但電腦隨即恢復原狀。陳小姐亦在這時來到老趙網吧詢問老趙有關老夫子等人的下落，她們發現老夫子等人皆被困在網絡世界，故此她們留待電腦前嘗試用各種方法聯絡老夫子。大蕃薯及Vincent兄妹三人在網絡世界中各自發著他們所夢寐以求的夢境，三人的意識因而遭控制並來到自稱「網絡世界主程式」的大魔王面前，三人都獲得大魔王賜予1顆以電腦控制程式製成的藥丸，大魔王表示三人服用後可永遠留在網絡世界內。就在三人準備服用之時老夫子、秦先生及多莉及時趕到並救醒了大蕃薯及Vincent，心有不忿的大魔王抓走了Judy並將老夫子等人全部壓縮成小孩子的模樣，而多莉則變異成吉普車帶著老夫子等人尋找大魔王救回Judy，然而眾人的行動不但失敗了，更被大魔王打入資源回收筒。

這時陳小姐及老趙終於找到老夫子等人所在地，不但救了眾人離開資源回收筒，更使用網路聊天室程式指引老夫子等人來到大魔王的據點中央處理器，同時將老夫子、秦先生及大蕃薯三人分別武裝化成《22世紀殺人網絡》的尼歐、《未來戰士》的魔鬼終結者以及《星球大戰》的黑武士與大魔王決一高下，Vincent及多莉趁老夫子三人攔住大魔王之際破解了囚禁Judy的密碼枷鎖，不幸的是老夫子三人敗陣了，而且Vincent即將帶離Judy之際被大魔王追上了並奪回Judy重新啟動枷鎖。原來大魔王覺得Judy跟自己死去的女兒太相似，故此抓走Judy並將她轉化為電腦格式以便永遠陪著大魔王身邊。Vincent想再次營救Judy時被大魔王製造的電腦病毒群攻擊並遭壓制，就在Vincent快要被擊倒時其口袋的磁碟被病毒們找到並意外激活了當中的清除病毒程式，結果清除病毒程式不僅殺死了病毒群並開始摧毀大魔王據點，Judy亦被程式救醒了，但因為清除病毒程式一直纏著Vincent兄妹倆，故此Judy抱著縷成一團的Vincent並哭喊著要回家。大魔王這時看見Judy儼如自己的女兒再次重現於面前，故此他毅然按下自毀按鈕並讓清除病毒程式的攻擊目標改成自己並將整個網絡世界摧毀，大魔王終於明白自己的錯誤並變回他原本的真實身份（Judy於網吧遇見的胖子大叔，而其女兒真的在現實中死了），向Judy承諾會改過並以後在網絡世界好好保護她，說罷便將眾人全部傳送回舞會。

回到現實世界的舞會現場，Vincent兄妹的父母來到舞會接Vincent他們，胖子大叔看見Judy與父母重逢後心滿意足的離開。秦先生與梁小姐兩人終於和好，老夫子不禁向陳小姐講述於網絡世界時的事發經過，Vincent更鼓起勇氣邀請心儀已久的女同學Yuki跳舞並被接受了，大蕃薯還是與Diana相遇了，但這次兩人都沒有嫌棄對方，似乎大蕃薯的單身生涯有望終結。舞會結束之際老夫子在眾目睽睽之下向陳小姐求婚，怎料陳小姐無意「嗯」的一聲，讓老夫子得意忘形的以為陳小姐答應求婚，並開心得跑出戶外大聲宣告自己終於要結婚了。最後，老趙被逼同時清理老夫子三人的偵探社外的垃圾桶時突然底部斷裂，全部寵物助手們應聲而出向觀眾們謝幕（被嚇一跳的老趙對此「惡作劇」表示下次會回敬老夫子）。

## 角色
- 杜汶澤 聲演 老夫子
- 曾志偉 聲演 大蕃薯
- 余宜發 聲演 秦先生
- 利嘉兒 聲演 陳小姐
- 楊天經 聲演 Vincent

## 外部連結
- 豆瓣电影上《老夫子反斗偵探》的資料 （简体中文）
- 互联网电影数据库（IMDb）上《老夫子反斗偵探》的资料（英文）